# GSC5395-1139
GSC5395-1139 — хімічно пекулярна зоря спектрального класу Sr, що має видиму зоряну величину в смузі V приблизно 10,2.

## Пекулярний хімічний склад
Зоряна атмосфера GSC5395-1139 має підвищений вміст 
Cr
.